# Paloh (Pulo Aceh)
Paloh is een bestuurslaag in het regentschap Aceh Besar van de provincie Atjeh, Indonesië. Paloh telt 182 inwoners (volkstelling 2010).